# بن أوهارا
بن أوهارا (باليابانية: 上原敏؛ بالكانا: うえはら びん) هو لاعب كرة قاعدة ومغني ياباني، ولد في 26 أغسطس 1908 في أوداته في اليابان، وتوفي في 29 يوليو 1944 في غينيا الجديدة في بابوا غينيا الجديدة.

## وصلات خارجية
- بن أوهارا على موقع ميوزك برينز (الإنجليزية)
- بن أوهارا على موقع ميوزك برينز (الإنجليزية)